# 浅羽加代
浅羽 加代（あさば かよ、1983年2月24日 - ）は、日本の女子陸上競技（中距離走・長距離走）選手。デンソー女子陸上長距離部所属。2006年・ドーハアジア競技大会5000m銀メダリスト。2007年・世界陸上大阪大会及び2011年・世界陸上大邱大会長距離走代表。旧姓名：杉原加代。

## 人物
1983年2月24日、島根県雲南市出身。雲南市立三刀屋中学校、島根県立出雲商業高等学校卒業。中学校時代は卓球部に所属しており、地域の大会には助っ人ランナーとして出場していた。その健脚ぶりに惚れ込んだ出雲商業高等学校陸上部監督だった山根耕二の勧誘で高校で本格的に陸上競技に取り組む。高校入学後は故障がちで満足にレースに出場できなかったが、高校3年の夏から素質が開花、その年の第12回全国高等学校駅伝競走大会（2000年）では1区を走った。
高校卒業時に実業団の松下通信工業女子陸上競技部（現：パナソニック女子陸上競技部）入りするが、本人は実業団入りを迷い、関係者らの二ヶ月に及ぶ説得で松下入りに応じたというエピソードがある。
実業団入り後は中・長距離選手として日本陸上競技選手権大会や国民体育大会などで活躍、アジア競技大会（2006年）や世界陸上競技選手権大会（2007年、2011年）に日本代表として出場した。
2008年にパナソニックからデンソーに移籍。2010年に結婚し、2013年から登録名を結婚後の『浅羽加代』に変更している。
2013年の第32回全日本実業団対抗女子駅伝競走大会ではアンカーとして出場し、デンソーの大会初制覇の立役者となった。
2014年3月31日をもって女子陸上長距離部を退部した。

## 自己ベスト
- 1500m 4分17秒41（2003年6月 日本陸上競技選手権大会）
- 5000m 15分15秒34（2007年5月 ゴールデンゲームズin延岡）
- 10000m 31分34秒75（2011年5月　カーディナル招待）

## 主な戦績
- 2003年6月 日本陸上競技選手権大会：1500m 優勝（4分17秒41）
- 2006年6月 日本陸上競技選手権大会：5000m 2位（15分33秒08）
- 2006年12月 ドーハアジア競技大会：5000m 2位（銀メダル獲得・15分40秒87）
- 2007年6月 日本陸上競技選手権大会：5000m 2位（15分31秒45）
- 2007年8月 世界陸上大阪大会：5000m 予選9着（15分31秒44）
- 2008年6月 日本陸上競技選手権大会：5000m 5位（15分21秒12）
- 2008年6月 日本陸上競技選手権大会：10000m 6位（32分02秒15）
- 2011年6月 日本陸上競技選手権大会：10000m 優勝（32分18秒79）
- 2011年8月 世界陸上大邱大会：10000m 15位（32分53秒89）
- 2011年8月 世界陸上大邱大会：5000m 予選9着（15分41秒78）